# Place d'Estienne-d'Orves
Pour les articles homonymes, voir D'Estienne d'Orves.
La place d'Estienne-d'Orves est une voie située entre le quartier de la Chaussée-d'Antin et le quartier Saint-Georges du 9e arrondissement de Paris.

## Situation et accès
La place d'Estienne-d'Orves est desservie par la ligne 12 à la station Trinité - d'Estienne d'Orves.

## Origine du nom
Elle porte le nom du résistant français Honoré d'Estienne d'Orves (1901-1941) fusillé par les Allemands au mont Valérien.

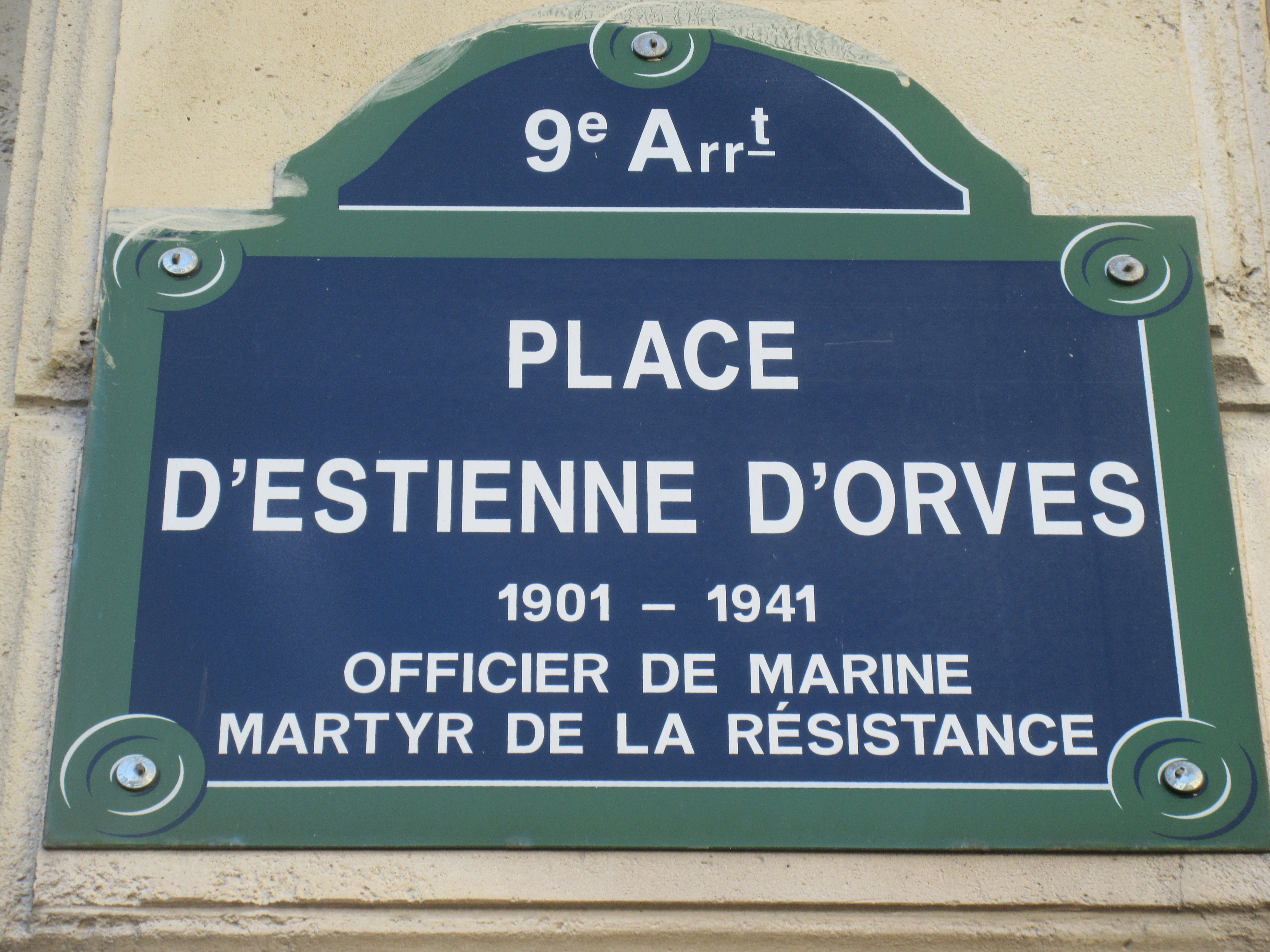
Plaque.

## Historique
Cette place a été créée par décret du 19 décembre 1860, en même temps que l'église de la Trinité, sous le nom de « place de la Trinité », a englobé en 1944 une partie des rues de Clichy et Blanche, qui la bordent. Elle prend le nom de « place d'Estienne-d'Orves » par arrêté du 18 décembre 1944.

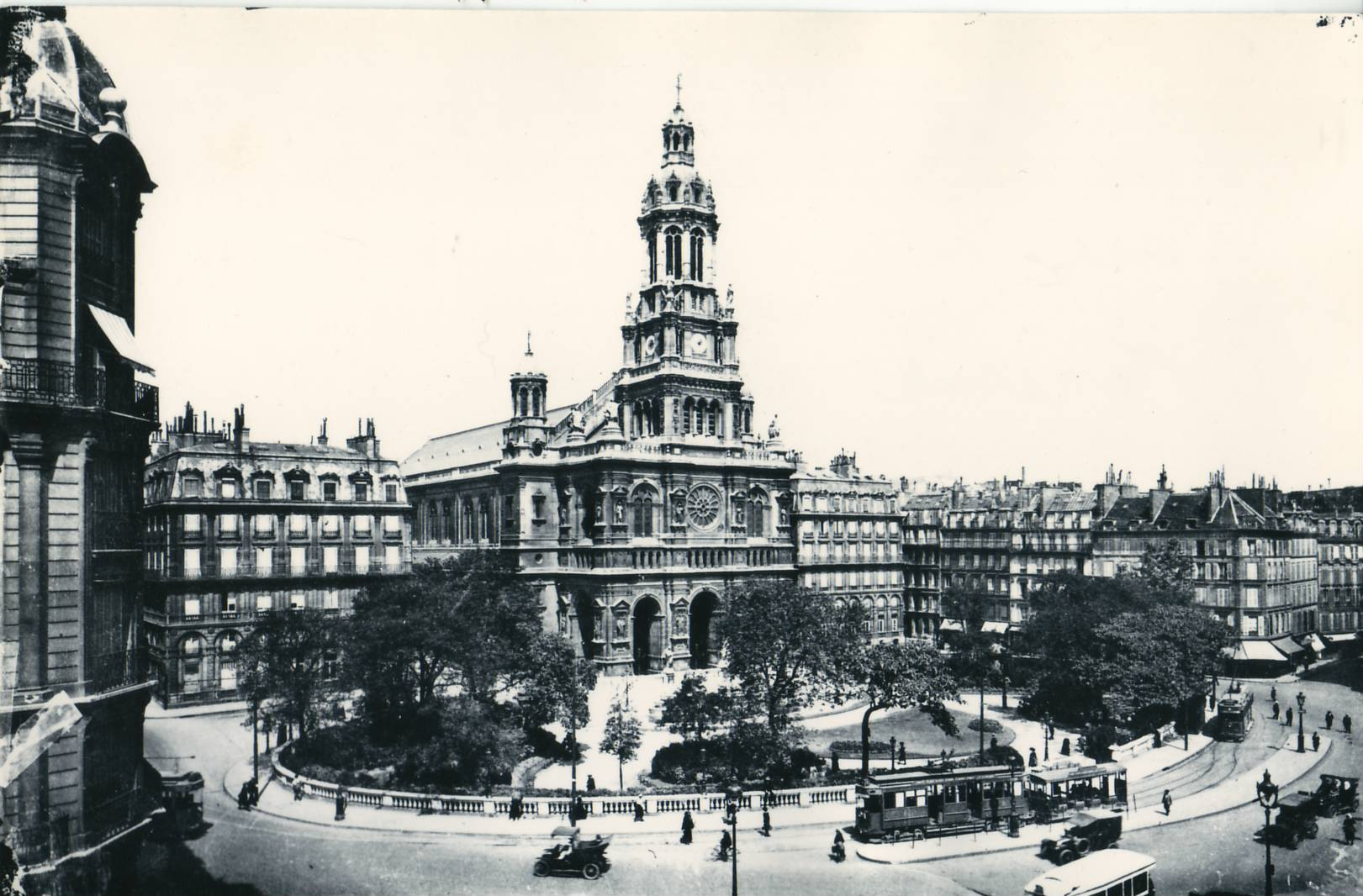
Vue de la place vers 1900.

En 1994, l'étendue de la place est élargie au square d'Estienne-d'Orves (anciennement square de la Trinité).

## Bâtiments remarquables et lieux de mémoire
- L'église de la Trinité.
- Le square d'Estienne-d'Orves ou square de la Trinité.
- No 2 : immeuble construit en 1866 par l'architecte Ch. Forest, signé en façade[2].  Classé MH (1977)[3].

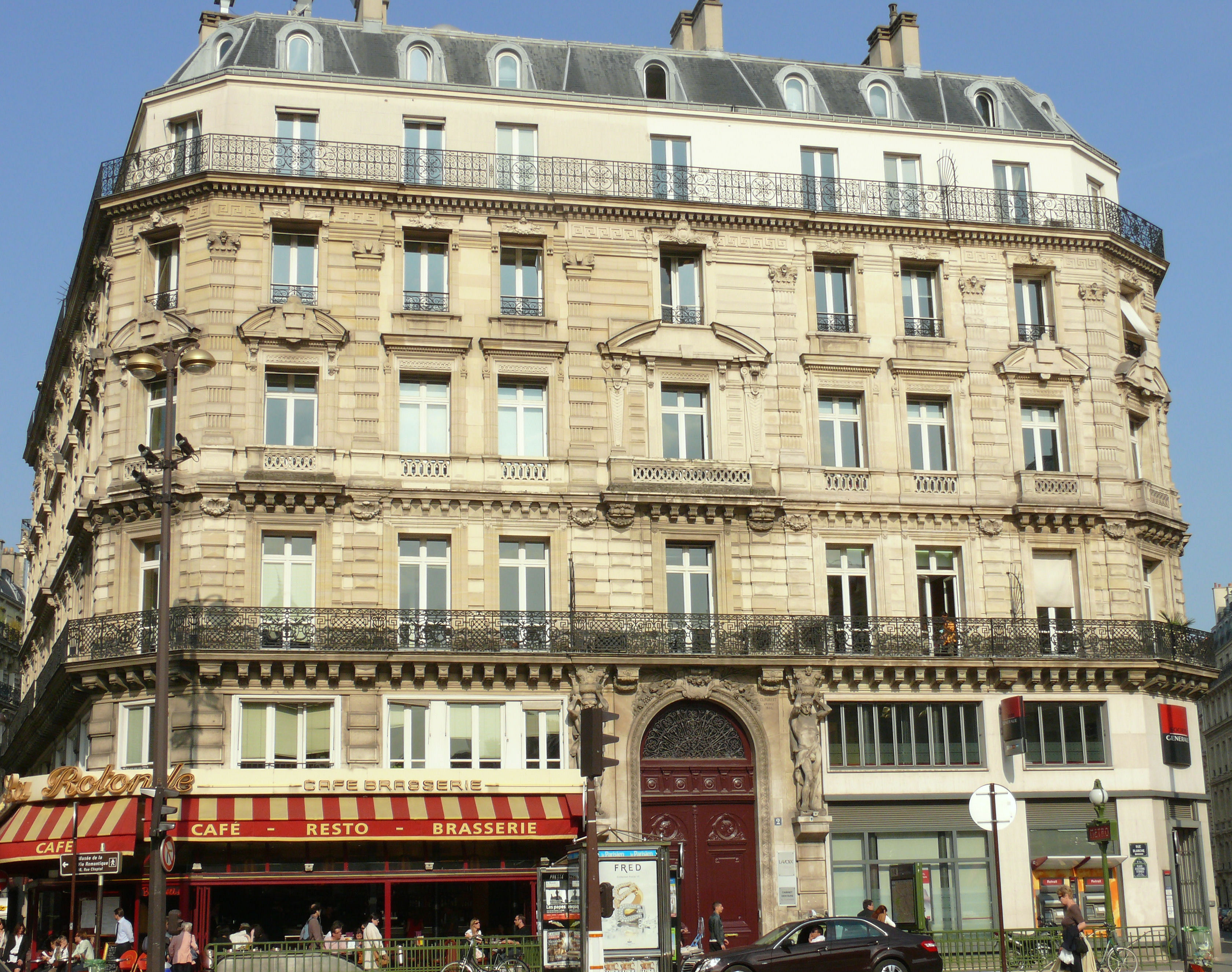
No 2.
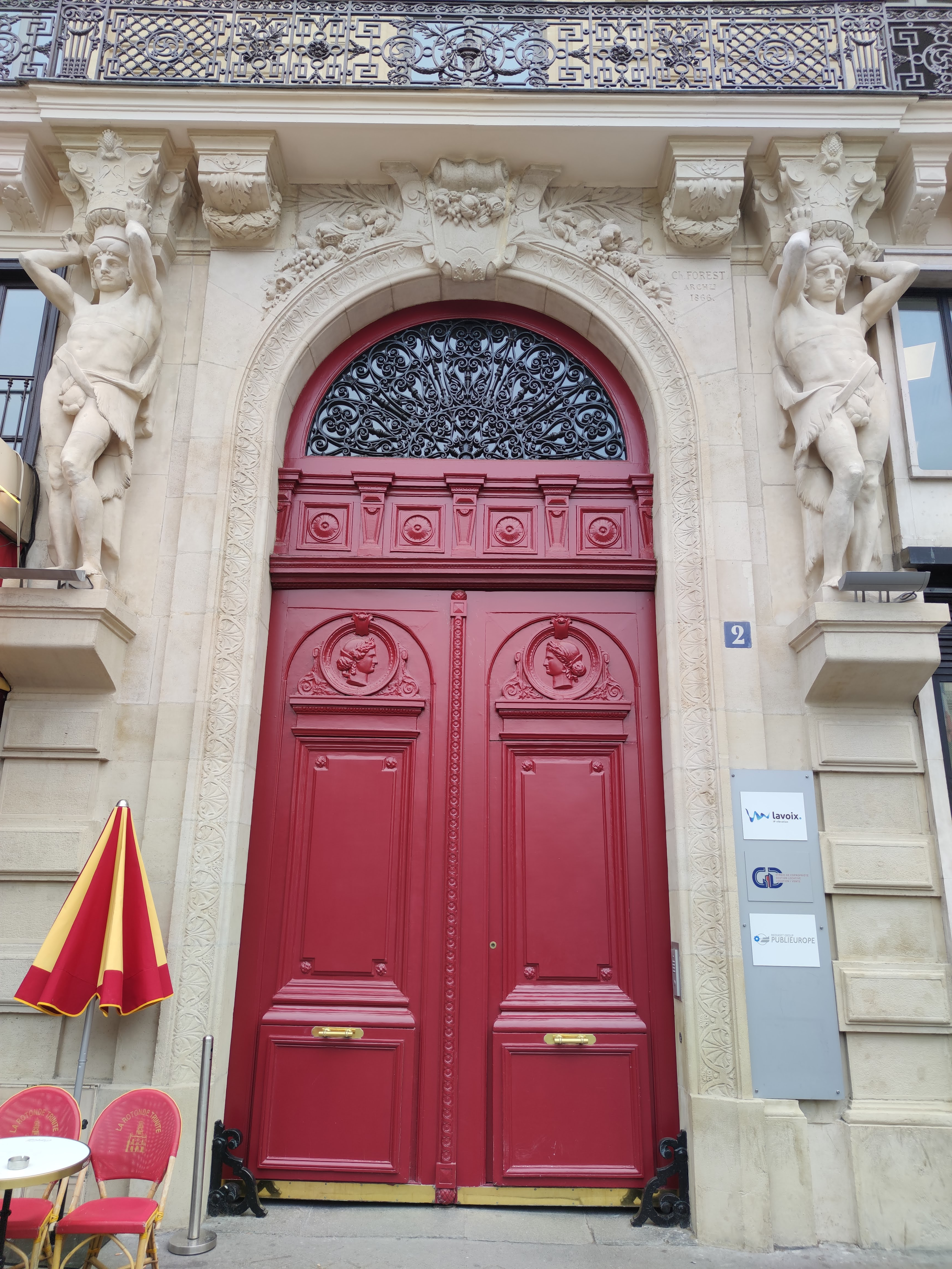
No 2 : atlantes encadrant l'entrée.

- No 8 (et 4, rue de Cheverus):  Classé MH (1977)[4].

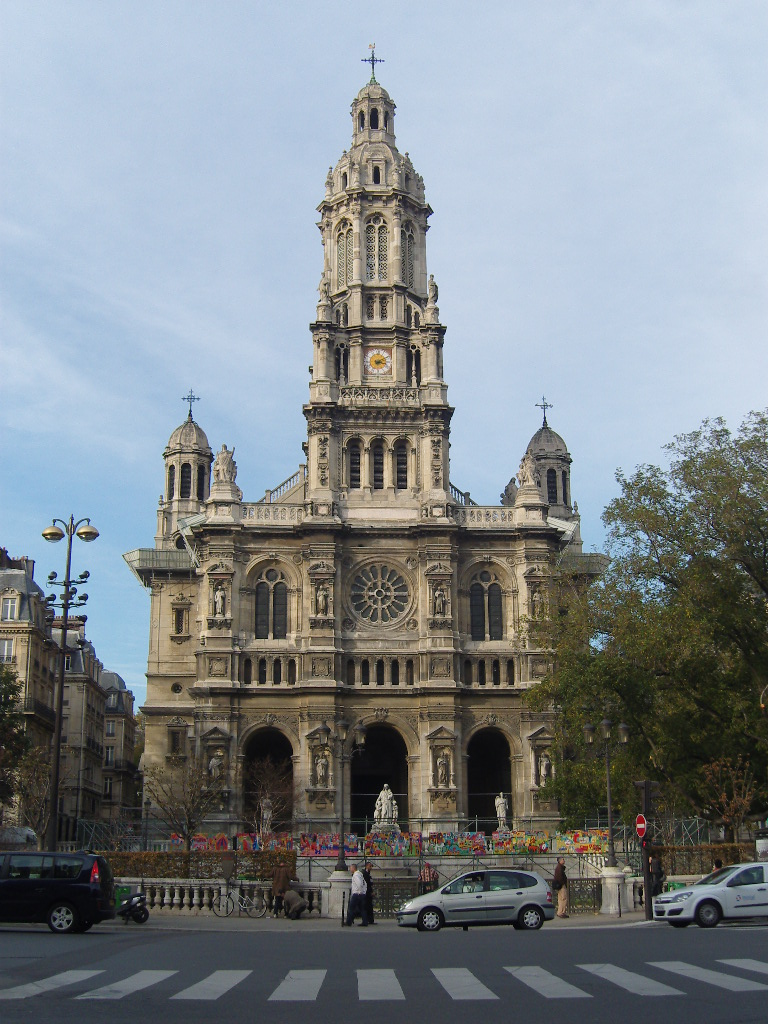
L'église de la Trinité.
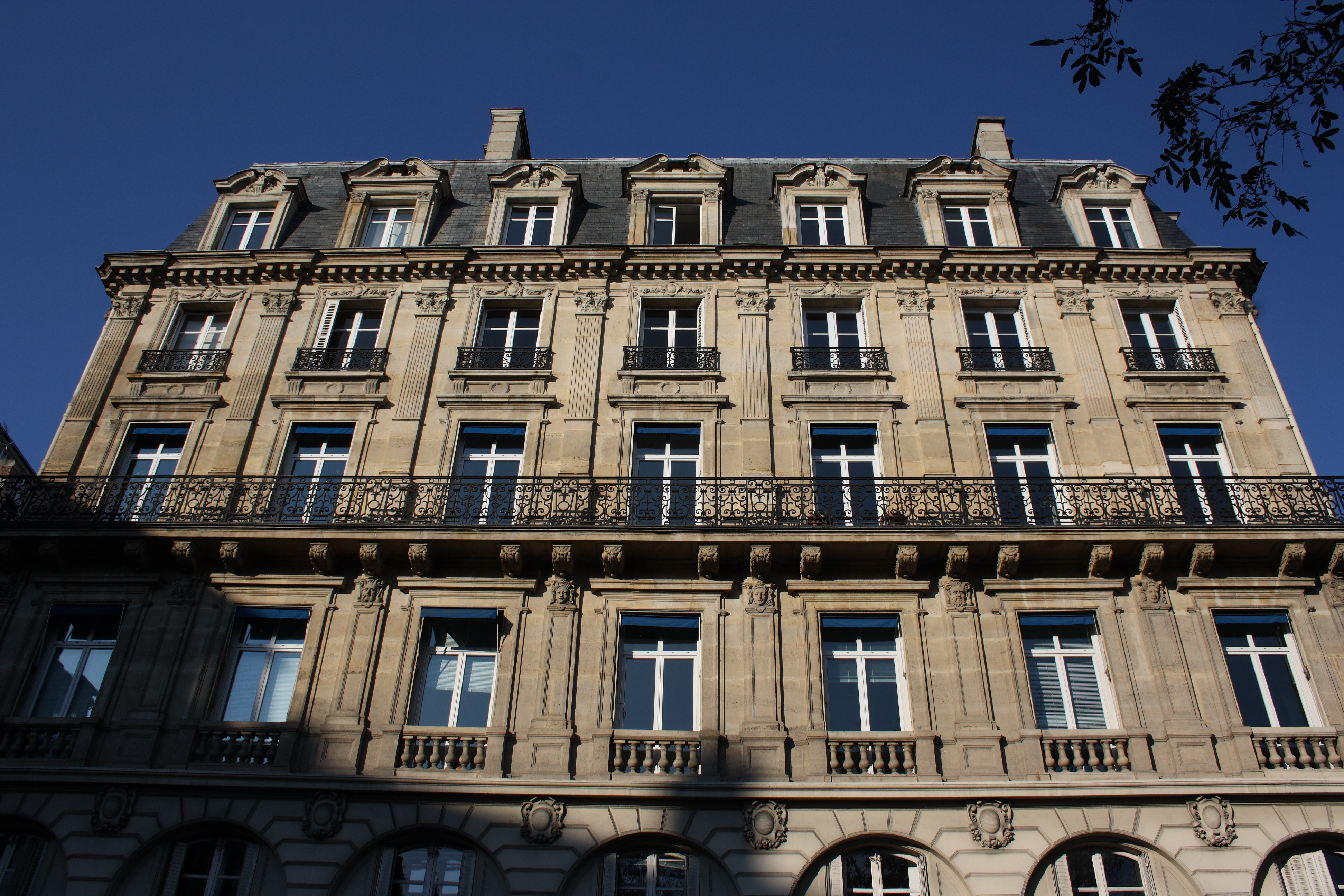
No 8.

### Bâtiments démolis
- Intersection de la rue Saint-Lazare, devenue place d'Estienne-d'Orves, et 2-4, rue de la Chaussée-d'Antin : ancien emplacement de la caserne du Mont-Blanc, également appelée « caserne Clichy », qui fut l'une des casernes des Gardes françaises.

## La place dans les arts
- Le peintre Pierre-Auguste Renoir a peint à plusieurs reprises la place durant sa vie.

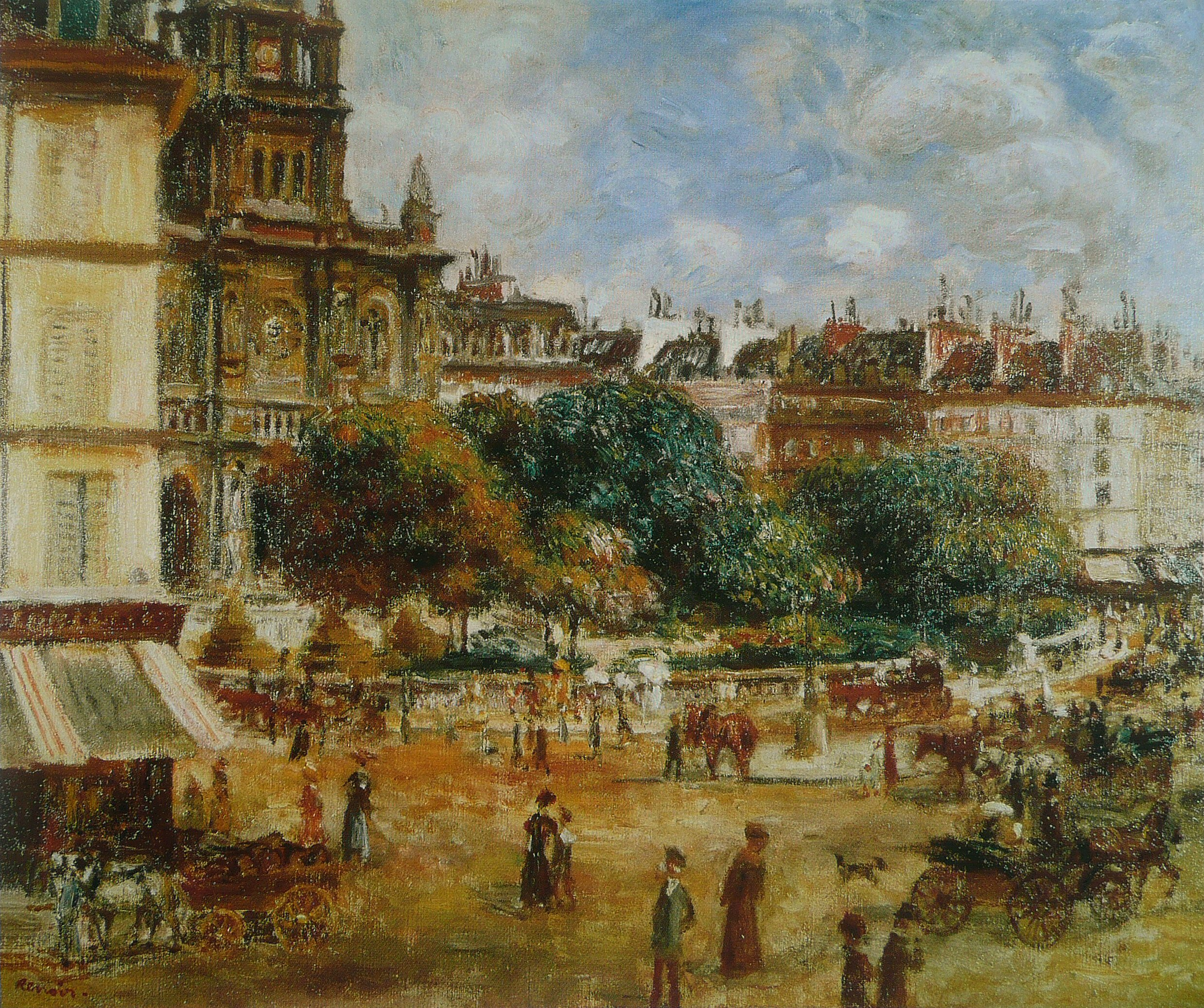
Place de la Trinité par Pierre-Auguste Renoir (1875).